# Mamata Banerjee
Mamata Banerjee (Calcutá, 5 de janeiro de 1955) é a Ministra Chefe de Bengala Ocidental, na Índia e é a primeira mulher a ocupar o cargo de chefe do governo de seu estado. Atualmente, Banerjee é considerada uma das cem pessoas mais influentes do mundo, pela revista Time.

## Biografia

### Vida pessoal
Banerjee nasceu em 5 de janeiro de 1955 em Calcutá, Bengala Ocidental na Índia. Filha de Gayatri Banerjee e Promileswar Banerjee. Tem como hobby a literatura e a pintura. Banerjee chegou a publicar vários livros na lingua bengali e alguns livros na lingua inglesa e participa de diversas organizações sociais e de direitos humanos com foco nas mulheres e crianças.
Banerjee se formou em direito na Universidade de Calcutá e fez mestrado em artes.

### Carreira Política
Banerjee começou cedo na política, ainda jovem, entre 1977 e 1983, foi membro do Comitê de Trabalho do Congresso da Juventude de Bengala Ocidental. Entre 1978 e 1981, foi Secretária do Comitê do Congresso Distrital, e entre 1979 e 1980, foi Secretária-Geral do Congresso Mahila, em Bengala Ocidental. Nas eleições de 1984, Banerjee foi eleita como representante do seu distrito para o 8º Lok Sabba do Parlamento Nacional. Perdeu a cadeira em 1989 e retornou ao cargo nas eleições de 1991 até 2009. Atuou como Ministra de Gabinete da União na pasta de Ferrovias entre os anos de 1999 e 2001, e entre os anos de 2009 e 2011. Também atuou como Ministra de Gabinete da União na pasta de Carvão e Minas em 2004.
Em 1997, Banerjee fundou o Partido All India Trinamool (AITC) para servir de oposição ao partido do governo, Partido Comunista da Índia (CPI-M). Entre as eleições estaduais de 1998 e 2006, o Partido All India Trinamool (AITC) não obteve muitas cadeiras. Em 2006, o partido do governo tentou adquirir à força terras de agricultores para construir uma fábrica de automóveis e Banerjee protestou com uma greve de fome de vinte e cinco dias. Além da campanha contra a aquisição forçada de terras, Banerjee também atuou na proteção das mulheres e crianças e na defesa dos direito humanos.
Banerjee foi a parlamentar representante da Índia na Assembleia Geral da ONU, na World Women Round Table Conference que ocorreu na Rússia e na Conferência Mundial da Juventude, no Vietnã. E também participou da Conferência das Mulheres Trabalhadoras da OIT e da CISL em Kuala Lumpur.
No ano de 2011, o Partido All India Trinamool (AITC) ganhou as eleições, tirando o Partido Comunista da Índia (CPI-M) de uma governança de mais de trinta anos. E no dia 20 de maio de 2011, Banerjee foi empossada como Ministra Chefe.

## Obras
Livros em inglês:
- Struggle for Existence
- The Slaughter of Democracy
- Smile
- Dark Horizon
- My Unforgettable Memories

Livros em bengali:
- Upalabdhi
- Janatar Darbare
- Maa
- Pallabi
- Manavik
- Motherland
- Crocodile Island
- Trinamool
- Sishu Sathi
- Anubhuti
- Abishasya
- Janmaini
- Ekantee
- Ashubho Shanket
- Jago Banglaa
- Ganotantre Lajja
- Anoson Keno?
- Soroni
- Langol
- Andolaner Katha
- Maa-Mati-Manush
- Ajab Chora
- Ek Guchho Bhavana
- Nandi-Maa
- Netai
- Cholo-Jai
- Kabita
- Pariborton
- Pochonder Kabita
- Se Nei
- Ek Poloke Ek Jholoke
- Rituraj